# Neophyllaphis podocarpini
Neophyllaphis podocarpini är en insektsart. Neophyllaphis podocarpini ingår i släktet Neophyllaphis och familjen långrörsbladlöss. Inga underarter finns listade i Catalogue of Life.